# 路德維格 (密蘇里州)
路德維格（英語：Ludwig）是位於美國密蘇里州傑佛遜縣的非建制地區。

## 地理
路德維格所處的海拔為高於海平面166米（即545英呎），而該地所採用的時區為UTC-6，即北美中部時區（CST）。同時該地設有夏令時間，為UTC-6調快一小時，即UTC-5（CDT）。